# Kronika z Siirt
Kronika z Siirt (zwana także Kroniką nestoriańską) – stosowana w historiografii nazwa anonimowego źródła historycznego, spisanego w języku arabskim, odnalezionego w Siirt. 
Źródło dotyczy politycznych, społecznych i kościelnych wydarzeń na terenach działalności Kościoła Wschodu. Dotyczy zarówno okresów znacznego rozwoju chrześcijaństwa jak i okresów kryzysowych, spowodowanych głównie prześladowaniami podejmowanymi przez wyznających zoroastryzm Sasanidów. Oprócz informacji dotyczących gmin, podaje również najważniejsze wydarzenia polityczne, na przykład walki Szapura I z Walerianem. Część pracy poświęcona jest czasom po podboju arabskim, które zresztą autor gloryfikuje a podbój Persji przez muzułmanów przedstawia jako wyzwolenie spod rządów okrutnych magów. Zawiera także wiele informacji o przywódcach i znaczniejszych członkach chrześcijańskich wspólnot żyjących na wschód od Cesarstwa Rzymskiego. 
Kronika jest kompilacją wcześniejszych dzieł, dotyczących pierwszych wieków Kościoła Wschodu. Nie dysponujemy jednak jej pełnym tekstem. Do naszych czasów przetrwała tylko część. Zachowane fragmenty pracy dotyczą wydarzeń rozgrywających się w latach 251-422 i 484-650. 
Dokładna data powstania tego źródła jest nieznana. Uczeni zgadzają się, iż nie mogło powstać wcześniej niż w IX wieku, gdyż w tekście autor cytuje patriarchę Mar Iszo Bar Nuna. Część z nich twierdzi iż autorem kroniki jest Iszodnach z Basry o którym wiadomo że napisał trzy częściową historię kościelną. Inni twierdzą, że kompilacji dokonano w XI wieku. 
Kronika została opracowana i przetłumaczona na francuski przez jej odkrywcę- Addai Schera, chaldejskiego arcybiskupa Siirt. Francuskie tłumaczenie ukazało się w serii Patrologia Orientalis.